# Gröna strålen (roman)

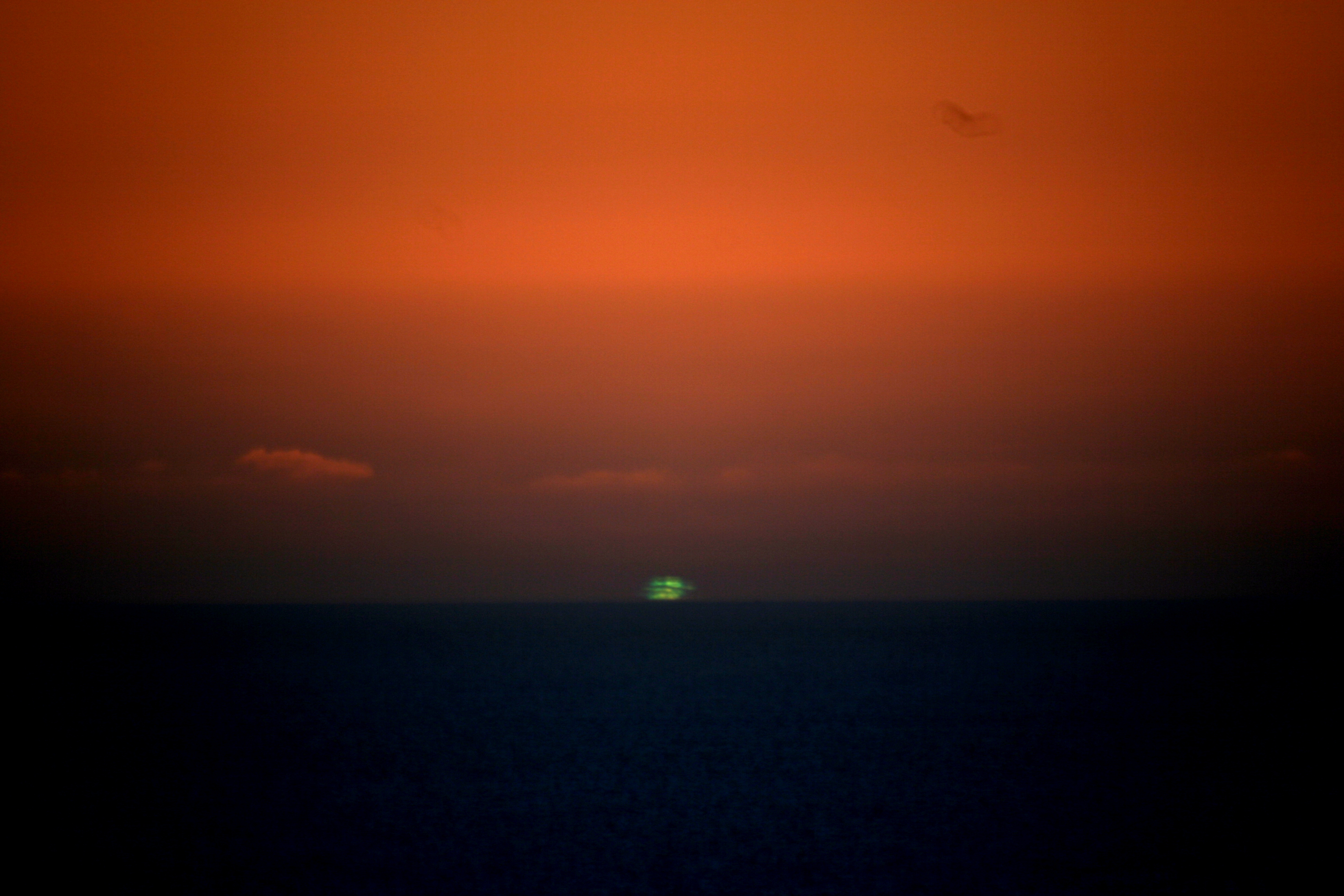
Det verkliga, men sällsynta, naturfenomenet Gröna strålen (eller Gröna blixten).

Gröna strålen (franska: Le rayon vert) är en roman från 1882 av den franske författaren Jules Verne. Den utkom 1883 på svenska.

## Handling
En ung flicka i Skottland vägrar att gifta sig med den man som valts ut åt henne innan hon har sett den Gröna strålen, som enligt legenden är ett tecken på äkta kärlek.